# Planirostrosis himba
Planirostrosis himba là một loài bọ cánh cứng trong họ Tenebrionidae. Loài này được Koch miêu tả khoa học đầu tiên năm 1958.